# Берлингтон (Илиноис)
Берлингтон (енгл. Burlington) град је у америчкој савезној држави Илиноис.

## Демографија
По попису из 2010. године број становника је 618, што је 166 (36,7%) становника више него 2000. године.
| Група             | 2000.       | 2010.       |
| Белци             | 438 (96,9%) | 586 (94,8%) |
| Афроамериканци    | 0 (0,0%)    | 0 (0,0%)    |
| Азијати           | 6 (1,3%)    | 5 (0,8%)    |
| Хиспаноамериканци | 3 (0,7%)    | 27 (4,4%)   |
| Укупно            | 452         | 618         |